# Tiruneš Dibabaová
Tiruneš Dibaba, přechýleně Tiruneš Dibabaová, někdy také Tiruneš Dibaba Kenene (* 1. června 1985 v Bekoji, Arsi, Etiopie) je etiopská sportovkyně, atletka, vytrvalostní běžkyně, jež se věnuje běhům na dlouhých tratích . Jedná se o světovou rekordmanku v běhu na 5000 metrů a dvojnásobnou olympijskou vítězku z Letních olympijských her 2008 v Pekingu v závodu žen na 5000 a 10000 metrů, pětinásobnou mistryni světa v přespolním běhu a pětinásobnou mistryni světa na atletické dráze pod otevřeným nebem. Posledním jejím velkým úspěchem bylo vítězství v závodu žen na 10000 metrů na Letních olympijských hrách 2012 v Londýně a vítězství na stejné trati na světovém šampionátu v Moskvě v roce 2013.

## Osobní rekordy

### Pod širým nebem
| Trať     | Čas      | Datum              | Dějiště |
| -------- | -------- | ------------------ | ------- |
| 3 000 m  | 8:29.55  | 28. července, 2006 | Londýn  |
| 5 000 m  | 14:11.15 | 6. června, 2008    | Oslo    |
| 10 000 m | 29:54.66 | 15. srpna, 2008    | Peking  |

### V hale
| Trať    | Čas      | Datum           | Dějiště |
| ------- | -------- | --------------- | ------- |
| 3 000 m | 8:33.37  | 26. ledna, 2008 | Boston  |
| 5 000 m | 14:27.42 | 27. ledna, 2007 | Boston  |